# 김병호 고가
김병호 고가(金丙浩 古家)는 대한민국 경기도 양평군 용문면 오촌리에 있는 건축물이다. 1984년 9월 12일 경기도의 민속문화재 제5호로 지정되었다.

## 개요
고종 30년(1893)에 지은 집으로, 고종의 내시로 지내던 분이 물러나면서 왕의 하사금을 받아 세웠다고 한다.
안채와 바깥채가 전체적으로 튼 ㅁ자형을 이룬다. 바깥채는 지붕과 벽체 등을 개조하였으나, 안채는 본래의 모습을 잘 간직하고 있다. 안채는 왼쪽부터 건넌방·대청·안방이 있고 안방에서 앞으로 꺾여 부엌이 있다. 특이한 것은 건넌방의 옆으로 2칸을 덧달고 툇마루를 놓아 사랑방의 기능을 갖추었다는 점이다. 제일 끝에 있는 온돌방에는 조상의 위패를 모시고 있다.
경기지방의 중류 농민 계층의 가옥으로, 상공업의 발달로 인해 중인 계층이 대두되고 신분질서가 흐트러지면서, 지방 부농 계층들이 점차 사대부가의 가옥구조를 따르던 조선 후기 건축물 중 하나이다.

## 참고 자료
- 김병호고가 - 국가유산청 국가유산포털